# Lotus 69
Lotus 69 – samochód wyścigowy, zaprojektowany przez Colina Chapmana i Dave'a Baldwina. Model 69 uczestniczył w wielu seriach wyścigowych, takich jak Formuła 1, Formuła 2, Formuła 3, Formuła Ford czy Formuła Atlantic.
Zmiana przepisów Formuły 2, obejmująca między innymi zupełnie nowe zbiorniki paliwa, wymusiła na Lotusie modyfikację modelu 59. W nowym samochodzie zastosowano silnik Cosworth FVA i skrzynię biegów Hewland. W ten sposób powstał model 69, używany w wielu seriach wyścigowych. Podstawowa wersja była skonstruowana wokół monocoque, chociaż w niższych seriach wyścigowych stosowano kratownicę przestrzenną. Model odnosił znaczne sukcesy w Formule 3, gdy jego kierowcą był David Walker – na 32 wyścigi, w których wystartował, wygrał 25.
Model został wystawiony także przez Pete'a Lovely'ego w dwóch Grand Prix Formuły 1.

## Wyniki w Formule 1
| Legenda oznaczeń w tabelach wyników Wyświetl szablon na nowej stronie | Legenda oznaczeń w tabelach wyników Wyświetl szablon na nowej stronie                                                                     |
| Oznaczenie                                                            | Wyjaśnienie |
| --------------------------------------------------------------------- | --- |
| Złoty                                                                 | Zwycięzca lub mistrzostwo |
| Srebrny                                                               | 2. miejsce lub wicemistrzostwo |
| Brązowy                                                               | 3. miejsce lub II wicemistrzostwo |
| Zielony                                                               | Ukończył, punktował (w klasyfikacji generalnej, gdy zdobył co najmniej jeden punkt na przestrzeni sezonu, poza trzema powyższymi opcjami) |
| Niebieski                                                             | Ukończył, nie punktował (w klasyfikacji generalnej, gdy nie zdobył co najmniej jednego punktu na przestrzeni sezonu)                      |
| Czerwony                                                              | Nie zakwalifikował się (NZ) |
| Czerwony                                                              | Nie prekwalifikował się (NPK) |
| Różowy                                                                | Nie ukończył (NU) |
| Różowy                                                                | Niesklasyfikowany (NS) (w klasyfikacji generalnej, gdy nie został sklasyfikowany w żadnym wyścigu sezonu)                                 |
| Czarny                                                                | Zdyskwalifikowany (DK) |
| Czarny                                                                | Wykluczony (WYK/EX) |
| Biały                                                                 | Nie wystartował (NW) |
| Biały                                                                 | Kontuzjowany (K/INJ) |
| Biały                                                                 | Wyścig odwołany (OD/C) |
| Bez koloru                                                            | Został wycofany (WYC/WD) |
| Bez koloru                                                            | Nie przybył (NP/DNA) |
| Bez koloru                                                            | Nie brał udziału w treningach (NT/DNP) |
| Bez koloru                                                            | Nie został zgłoszony (–) |
| Pogrubienie                                                           | Start z pole position |
| Kursywa                                                               | Najszybsze okrążenie wyścigu |
| †                                                                     | Nie ukończył, ale jego rezultat został zaliczony ze względu na przejechanie więcej niż 90% dystansu wyścigu.                              |
| *                                                                     | Sezon w trakcie |
| 1/2/3                                                                 | Punktowana pozycja w sprincie kwalifikacyjnym                                                                                             |
| Lista systemów punktacji Formuły 1                                    | |

| Rok  | Zespół                      | Silnik | Opony | Kierowcy    | 1   | 2   | 3   | 4   | 5   | 6   | 7   | 8   | 9   | 10  | 11  | Pkt.   | Msc. |
| ---- | --------------------------- | ------ | ----- | ----------- | --- | --- | --- | --- | --- | --- | --- | --- | --- | --- | --- | ------ | ---- |
| 1971 | Pete Lovely Volkswagen Inc. | Ford   | F     |             | ZAF | ESP | MCO | NLD | FRA | GBR | DEU | AUT | ITA | CND | USA | 0 (21) | 5    |
| 1971 | Pete Lovely Volkswagen Inc. | Ford   | F     | Pete Lovely |     |     |     |     |     |     |     |     |     | NU  | NU  | 0 (21) | 5    |